# بورو ماركت

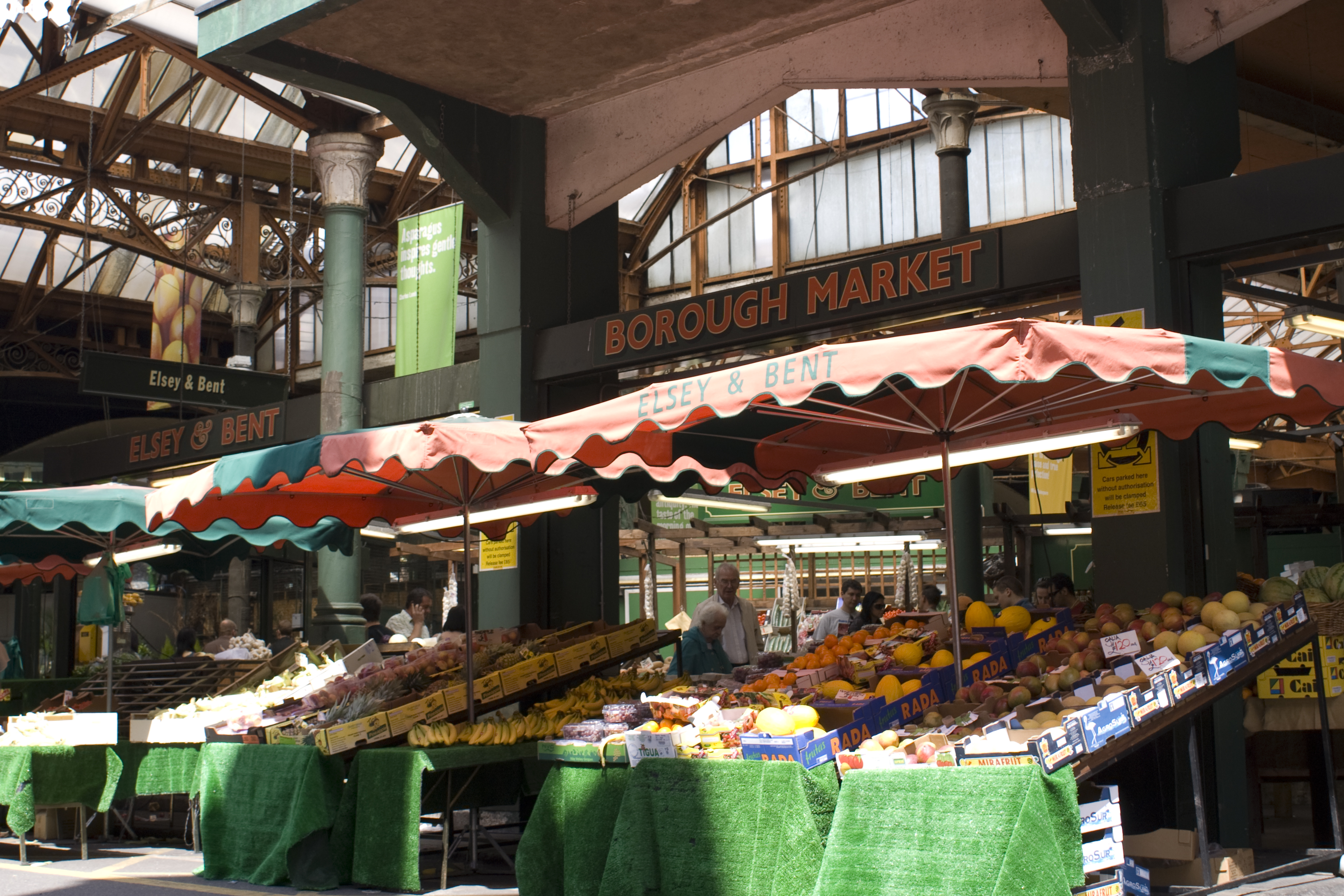
بورو ماركت - 2007 م.

بورو ماركت هو سوق شعبي يقع في حي «سوثورك»، على الضفة الجنوبية من نهر التمز في لندن. تفتح أيام الخميس والجمعة والسبت.
يقع السوق على أنقاض سوق روماني قديم. يزوره نحو 4 ملايين زائر كل سنة، وتشتهر ببيع  الخضروات والفواكه والمأكولات الجاهزة.

## معرض صور

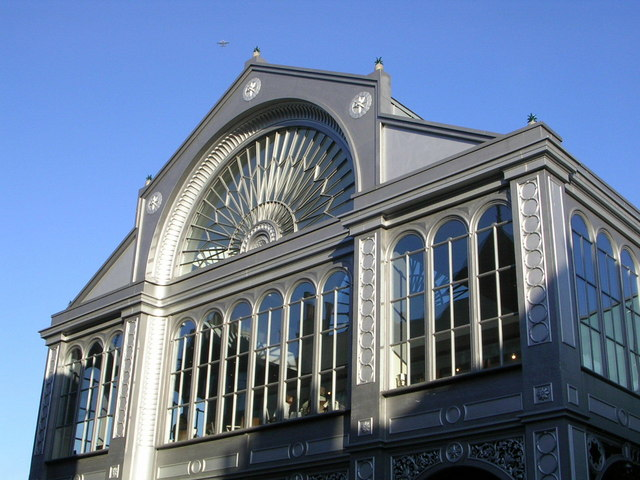
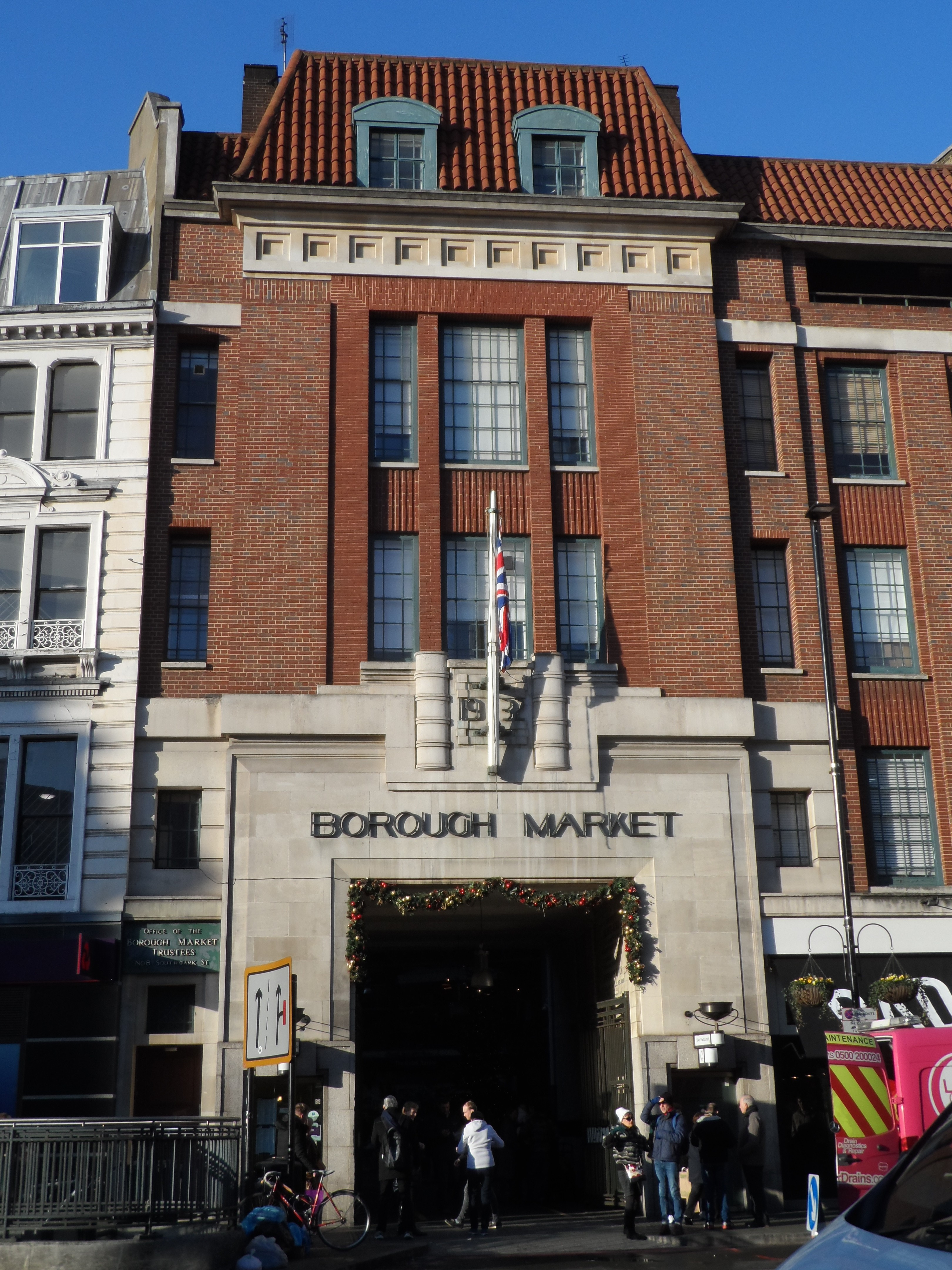
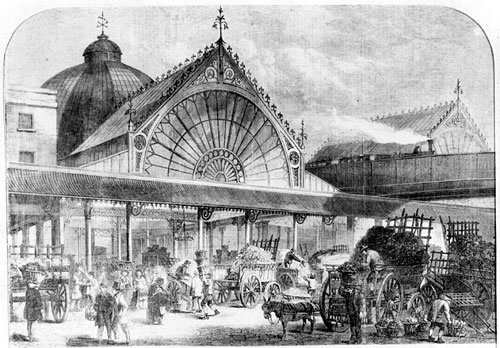